# Бай Іван Іванович
Іва́н Іва́нович Ба́й (3 червня 1987 — 10 вересня 2023) — український військовослужбовець, учасник російсько-української війни.

## Життєпис
Бай Іван Іванович з позивним Грозний народився 3 червня 1987 року в селі Мала Горожанка Миколаївського району Львівської області.
1 березня 2022 добровільно долучився до лав збройних сил України. 
9 квітня 2022 року разом зі своїми побратимами брав участь у звільненні села Заводи (Харківська область).
13 травня 2022 року разом зі своїми побратимами брав участь в обороні Нью-Йорка (Донецька область).
24 листопада 2022 брав участь у боях за село Кліщіївка на Бахмутському напрямку.
10 вересня 2023 року брав участь в боях на Запорізькому напрямку (околицях Вербового), штурмував лінію Суровікіна і під час артилерійського обстрілу і атаки FPV-дронів загинув сержант Іван Іванович Грозний.
Герої не вмирають💔

## Нагороди
- Орден «За мужність» III ступеня[2].
- Почесний нагрудний знак «Сталевий хрест»[3].